# Wifelike
Wifelike este un film SF thriller din 2022 scris și regizat de James Bird despre inteligența artificială. Rolurile principale au fost interpretate de actorii Jonathan Rhys Meyers ca William Bradwell și Elena Kampouris ca Meredith, soția decedată a acestuia și ca un robot care o imită pe Meredith.

## Prezentare
Un detectiv văduv din viitorul apropiat vânează criminalii care fac comerț cu oameni artificiali pe piața neagră. În lupta pentru a pune capăt exploatării inteligenței artificiale, o rezistență subterană încearcă să se infiltreze, sabotând programarea omului artificial desemnat ca însoțitor să se comporte ca defuncta sa soție. Ea începe să-și pună la îndoială realitatea pe măsură ce amintirile unei vieți trecute încep să iasă la suprafață într-o lume în care nimic nu este așa cum pare.

## Distribuție

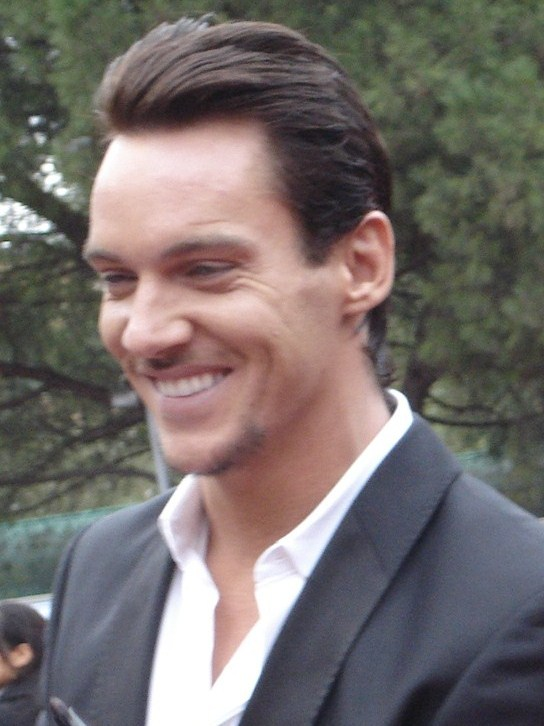
Jonathan Rhys Meyers

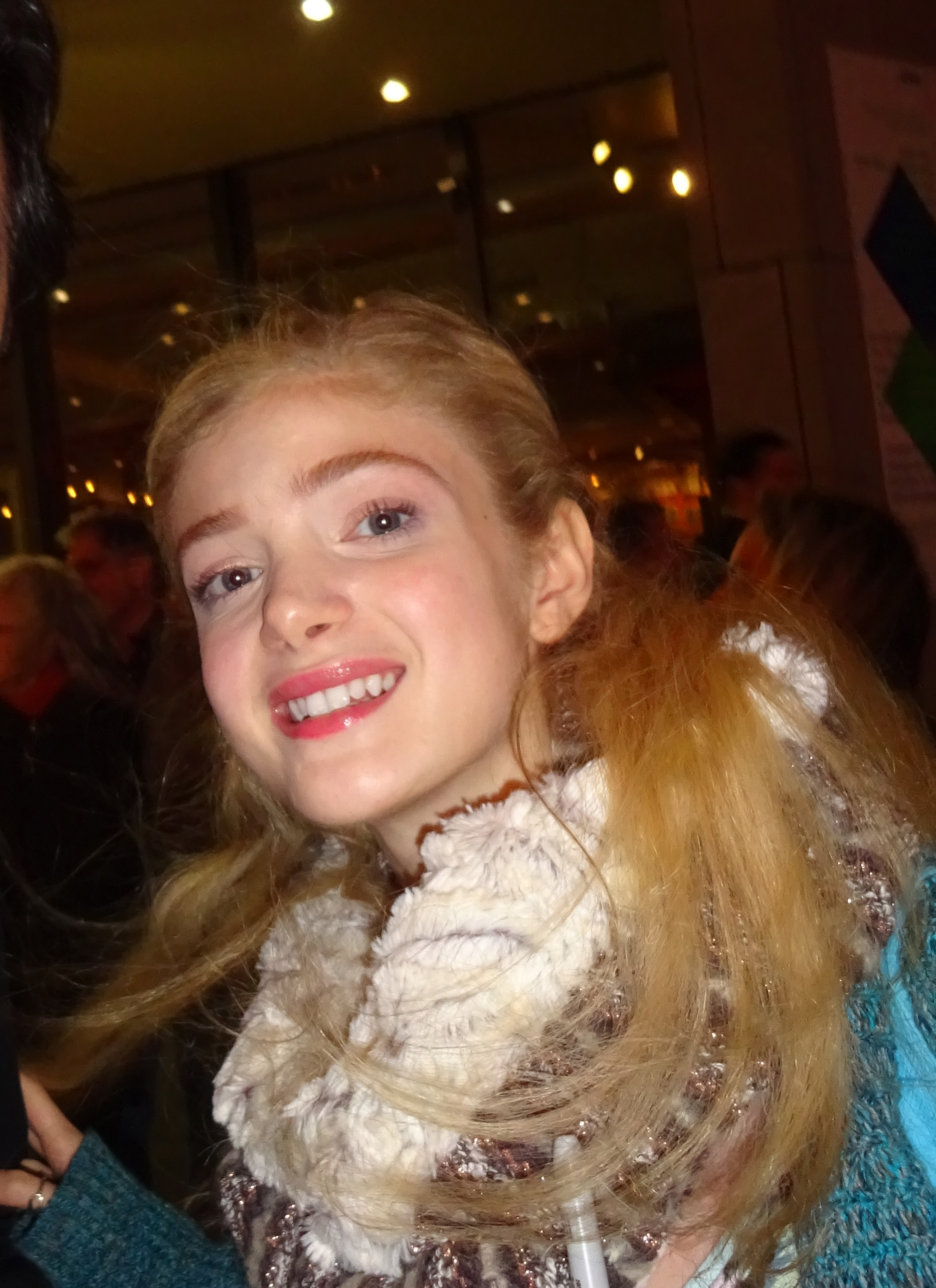
Elena Kampouris

- Jonathan Rhys Meyers - William Bradwell
- Elena Kampouris - Meredith
- Doron Bell - Agent Jack Doerksen
- Agam Darshi - Louise
- Alix Villaret - Lydie
- Fletcher Donovan - Keene Morrison
- Sara Sampaio - Wendy
- Rachelle Goulding - Ollie
- Caitlin Stryker - Sergeant Steele - Holly (C.J. Perry)
- Claire Friesen - Willa
- Stephen Lobo - Marion Venner
- Sean Yves Lessard - Ido
- Sari Mercer - Rose
- Chezca Vega - Chloe
- Bradley Stryker - Jason Wilkes
- Stuart James - Husband
- Steve Weller - Chloe's Owner